# David Calder (canottiere)
David Calder (Victoria, 21 maggio 1978) è un canottiere canadese, vincitore della medaglia d'argento nel 2 senza a Pechino 2008 in coppia con Scott Frandsen.

## Palmarès
- Olimpiadi

Pechino 2008: argento nel 2 senza.
- Campionati del mondo di canottaggio

2003 - Milano: oro nell'8 con.